# Linia trolejbusowa Akwizgran – Baesweiler
Linia trolejbusowa Akwizgran – Baesweiler – linia trolejbusowa funkcjonująca w latach 1944–1974 i łącząca Akwizgran z miastem Baesweiler. Była obsługiwana przez przedsiębiorstwo Aachener Straßenbahn und Energieversorgungs-AG (ASEAG). Linia przebiegała z akwizgrańskiego Kaiserplatz do kopalni w mieście Baesweiler i uzupełniała miejscowy system tramwajowy.

## Historia
W czasie II wojny światowej przedsiębiorstwo ASEAG rozpoczęło w 1942 r. budowę linii trolejbusowej od Hansemannplatz do Baesweilera. 2 stycznia 1944 r. uruchomiono linię nr 31 o długości 19,1 km, najdłuższą w Niemczech. Już 13 września na rozkaz Wehrmachtu zdemontowano sieć trakcyjną i zawieszono ruch trolejbusowy.
Od 1946 r. linia nr 31 była obsługiwana głównie autobusami. Ponowne rozwieszanie sieci trakcyjnej rozpoczęto w 1949 r. 21 października uruchomiono linię trolejbusową między Alsdorfem i Baesweilerem. 28 lutego 1949 r. linię wydłużono do Würselen, a 15 maja 1949 r. do Hansemannplatz. 15 kwietnia otwarto pętlę uliczną w ciągu Ottostraße do Kaiserplatz i z powrotem poprzez Heinrichsallee. W Akwizgranie powstało krótkie odgałęzienie do boiska CHIO Aachen. Pętle pośrednie zlokalizowano w Alsdorfie i Würselen, a w Baesweilerze zbudowano dużą pętlę uliczną z przystankiem końcowym przy kopalni Carl Alexander. Trolejbusy stacjonowały w zajezdni tramwajowej przy Talstraße. Poza tym obok przystanku końcowego w Baesweilerze zbudowano garaż na dwa trolejbusy.
Dalszych planów rozbudowy linii trolejbusowej nie zrealizowano. Wielokrotnie, ostatni raz w 1968 r., przedsiębiorstwo ASEAG zmieniało trasę linii trolejbusowej z powodu zmiany przebiegu ulic, przede wszystkim w Akwizgranie i w Alsdorfie. Z powodu zasilania trolejbusowej i tramwajowej sieci trakcyjnej z tej samej podstacji, 3 lutego 1974 r. linia nr 51, na kilka miesięcy przed likwidacją ostatniej linii tramwajowej, zaczęła być obsługiwana trolejbusami.

## Tabor
W dniu otwarcia systemu w 1944 r. dysponowano ośmioma fabrycznie nowymi trolejbusami dwuosiowymi i pięcioma przyczepami. Cztery trolejbusy były produkcji MAN/Kässbohrer, a cztery pochodziły z zakładów Henschel/Schumann, wyposażenie elektryczne dostarczyła firma SSW. Wkrótce tabor uzupełniono czterema trolejbusami zarekwirowanymi w Antwerpii, które po II wojnie światowej musiały zostać zwrócone.
W 1948 r. pierwsze cztery trolejbusy mogły ponownie rozpocząć kursowanie, wkrótce dołączyły do nich kolejne pojazdy. W 1950 r. kursowało trzynaście trolejbusów i sześć przyczep. Na czas wyścigów konnych ASEAG wypożyczał trolejbusy z innych miast. W 1952 r. do Akwizgrano dostarczono pięć egzemplarzy trolejbusów ÜHIIIs z zakładów Henschel, otrzymały one numery taborowe 14–18. W 1955 r. zakupiono jeszcze trzy, tym razem typu Henschel 562 E. W 1957 r. zakupiono jeden częściowo częściowo piętrowy trolejbus, który od 1972 r. jest eksponatem muzeum w Sandtofcie. W 1962 r. ASEAG pozyskał trolejbusy pochodzące ze zlikwidowanego systemu w Gummersbachu.
W 1968 r. ASEAG odkupił od systemów w Bielefeldzie i Siegen 13 trolejbusów przegubowych typu HS 160, wyprodukowanych w latach 1957–1961. Umożliwiło to wycofanie wszystkich starych trolejbusów dwuosiowych. Po likwidacji linii trzy trolejbusy sprzedano w 1974 r. do Kaiserslautern i jeden do Kapfenbergu, pozostałe egzemplarze zezłomowano.